# Jubilejny (przystanek kolejowy)
Jubilejny (biał. Юбілейны; ros. Юбилейный) – przystanek kolejowy w miejscowości Osipowicze, w rejonie osipowickim, w obwodzie mohylewskim, na Białorusi. Położony jest na linii Homel - Żłobin - Mińsk.